# Рейман, Лийна
Лийна Рейман (эст. Liina Reiman, урождённая — Пыльде, 14 ноября 1891, Валга — 11 сентября 1961, Хельсинки) — эстонская актриса. 
Считается первой профессиональной эстонской актрисой.

## Биография
Младший ребёнок в семье железнодорожного служащего Михкеля Пылде, в двух браках имевшего семь детей. Любовь к театру, вероятно, получила от матери.
Окончила русскоязычную начальную школу и немецкую женскую школу в городе Валга. Посещая спектакли, в 1908 году увидела на гастролях в Валге постановку «Дочь Ефремова» с Анной Алтлейс в главной роли, спектакль и его героиня произвели на Лийну сильнейшее впечатление.
В 1910 году поехала в Юрьев (ныне — Тарту) к Карлу Меннингу, чтобы рассказать о своем желании стать актрисой.
Начала выступать на сцене с 1910 года, по приглашению Меннинга заключила годовой контракт в театре «Ванемуйне» (Тарту), где в последствии выступала также (с 1925 по 1933 год).
Трагедия, произошедшая в её личной жизни — влюбленный в неё студент-грузин покончил с собой — потрясла юную Лийну, она была вынуждена просить перерыва в театральной работе. Её страдания от депрессии и незащищенности изменили отношение Меннинга к ней. Её контракт не был продлён на новый сезон. Мучимая совестью, Лийна отправилась на Кавказ, где, бросив вызов опасностям, встретилась с семьей погибшего юноши, чтобы рассказать о трагедии.
По возвращении с Кавказа получила приглашение в театр «Эндла» в Пярну.
С 1912 по 1914 год — в театре «Эндла», работала под руководством Карла Юнгхольца, который уже давал ей большие и сложные роли. В «Эндла» Лийна начала делать свои первые опасные и робкие шаги к героическим и демоническим женским ролям. Началом был «Камень» Рутоффа, где она сыграла второстепенную и трагическую роль Аннет. Для неё работа с Юнгхольцем стала новым, волнующим и даже судьбоносным этапом развития, открывшим ей путь к большим возможностям в будущем. В Пярну она также познакомилась со своим будущим супругом, Августом Рейманом.
В 1915 году вслед за Юнгхольцем и по его приглашению перешла в театр «Эстония», где сам Юнгхольц занял должность директора и где тогда ставились драматические спектакли. Лийна познакомилась с главным дирижёром театра Раймондом Куллем. Увлеклись музыкантом, она развелась с мужем, став гражданской женой Кулля; их гражданский союз длился до его смерти в 1942 году. В эти годы Лийна Рейман, вдохновлённая Раймондом Куллем, также вела переговоры с Иваном Берсеневым, тогдашним директором МХАТ, о возможности учиться театральном мастерству в Москве; это не осуществилось, но очень воодушевило её на будущее.
Работа в «Эстонии» оказалась очень сложной для молодой актрисы, смелая попытка Юнгхольца подвести её к исполнению великих трагических ролей, которые невозможно постоянно исполнять с помощью инстинктивного погружения, осталась незаконченной. В театре, в труппе которого были Рантанен, Эрна Виллмер и Нетти Пинна, режиссёрам не хватало времени и интереса, чтобы помочь медленно развивающейся молодой актрисе. Через два года контракт с ней не был продлён.
В 1917 году, вернувшись из отпуска, Лийна Рейман заболела дизентерией, после чего провела очень тяжёлый месяц в больнице, где врачи теряли всякую надежду на её выздоровление. Её жизнь спас Раймонд Кулль, которому удалось найти необходимое лекарство в то трудное время. Весной 1918 года у неё обнаружили туберкулёз, она месяц пролежала в санатории в Нымме.
Осенью 1918 года Лийна Рейман познакомилась с Анной Маркус, которая начинала работать в Драматическом театре. Туда же получила приглашение и Лийна Рейман. Драматический театр располагался в Доме немецкого театра в Таллине, это здание занимали три театра — Немецкий, Русский и Эстонский. Просмотры проходили одновременно на сцене, в холле, в репетиционном зале, а чтения пьес должны были проходить в гардеробных.
Драматический театр начал свою работу в 1919—1920 годах многообещающе, к нему присоединились Нетти и Пауль Пинна, Отто Петерсон и Александр Тецов. За этот период количество премьер увеличилось до 28, у Лийны Рейман было около пятнадцати ролей. В сезоне 1920—1921 гг. в театр пришёл новый режиссёр Пол Сепп, который стал одним из величайших наставников Лиины Рейман. Успех в работе принесли такие качества Лиины Рейман (возможно, бо́льшие, чем у любой другой эстонской актрисы) как строгая самодисциплина, а также огромные способности и воля к работе.
Завершение деятельности Драматического театра 31 декабря 1924 года и слияние основной труппы с «Ванемуйне» ознаменовало завершение этого жизненного цикла Лийны Рейман. Слияние не дало желаемых результатов. В театральном процессе вообще происходили изменения. Репертуар стал второстепенен, герои сошли с углов, возвышенные переживания и страсти стали сценичнее, классика на несколько лет исчезла из репертуара. Укреплялось впечатление, что актриса больше не вписывается в рабочий, повседневный репертуар эстонского театра. Её письма к Раймонду Куллу в Таллин в начале 1930-х годов стали беспокойными и нервными, что свидетельствует об углублении внутреннего кризиса. Весной 1933 года «Ванемуйне» прекратил контракт с Рейман.
В 1933—1937 годах жила и работала в Финляндии, в совершенстве выучив финский язык, потому что, по её мнению, иначе работать актрисой было немыслимо. Она выступала в театрах Тампере, Пори, Котка, Каяни, Оулу и Хельсинки, снискав лавры и общественное уважение. Возвращение в эстонский театр произошло в 1935 году.
С 1938 года Лийна Рейман делила свою жизнь между Эстонией и Драматическим театром. Список ролей для тех лет невелик, но он впечатляет своей сущностью и драматизмом. Она достигла пика своего творческого пути в роли бабушки Нискамяэ, Хелен Альвинга в «Призраках» Хенрика Ибсена, Марены Айно Каллас «Маре и её сын» и майора Самзелиуса в «Gösta Berling» Сельмы Лагерлёф. Критика признала высший класс и высокую форму актрисы. Также она участвовала в подготовке молодых актёров в Школе исполнительских искусств.
Последней крупной ролью Лийны Рейман в эстонском театре осталась главная роль «Гёста Берлингис» на сцене Драматического театра (1941—1942).
Она была сильно поражена смертью Раймонда Кулла в 1942 году. «Раймонд Кулл однажды сказал, что если я хочу расстаться с Лийной — я не могу, потому что они связаны не браком или законом, а чем-то гораздо большим. Один был, так сказать, музыкой в драме, другой — драмой в музыке». Об этом говорил Антс Лаутер на открытии мемориальной доски Лийне Рейман и Раймонду Кулла на улице Крейцвальда 6 октября 1966 года.
Смерть Кулла в 1942 году ослабила связи Рейман с родиной, и по мере того, как угроза советизации становилась всё более реальной, Лийна Рейман решила переехать в Финляндию. С 1943 года она снова играла в Хельсинки, Куопио, Ювяскюля, Тампере, Лахти, Турку свои старые хорошо знакомые роли. При этом большинство спектаклей, в которых она участвовала, приходилось ставить ей самой. Она передавала свой богатый опыт на летних актёрских курсах и выступлениях в Стокгольме по приглашению эстонских организаций беженцев. В шведской столице она творческим вечером отметила своё 60-летие. К сожалению, он стал одним из последних её появления на сцене, поскольку обострение болезни сделало невозможным профессиональную работу.
В 1952 году здоровье Лиины Рейман настолько ухудшилось, что ей пришлось провести следующие годы в постели. С помощью близких она записала мемуары «Магия сцены» и «В центре внимания».
Лийна Рейман умерла 11 сентября 1961 года, её прах был доставлен в Эстонскую ССР и захоронен 2 июня 1980 года на таллинском Лесном кладбище, рядом с могилой Раймонда Кулла.
Лийна Рейман вошла в составленный в 1999 году по результатам письменного и онлайн-голосования список 100 великих деятелей Эстонии XX века.